# Радуга (журнал)
«Радуга» — літературно-мистецький і громадянсько-політичний місячник у Києві, орган Правління Спілки письменників України. Виходить російською мовою. У часописі друкуються твори українських письменників, що пишуть російською мовою, та переклади з української.
Номери 11—12 за 2008 рік вийшли здвоєним номером накладом у 2000 примірників. Надруковане в Харкові.
Основні розділи: «Проза», «Поезія», «Пам'ять», «Спогади, щоденники», «Люди й книги», «Події, факти», «Автори номера».

## Історія
«Радуга» мала низку попередників:
- 1927—1932 — «Красное слово» (Харків)
- 1933 — «Литстрой» (Харків)
- 1934—1937 — «Советская литература» (Харків, з 1935 — Київ)
- 1951—1963 — «Советская Украина»
- 3 1963 року — під сучасною назвою.

Довгий час головним редактором журналу був письменник Олексій Роготченко — у 1988—1995 роках, який до того, починаючи з 1965 року, був заступником головного редактора.

## «Електронна Радуга»
У листопаді 2008 року з'явилася незалежна молодіжна версія журналу — «Електронна Радуга». Втілена в формі безкоштовного PDF-видання, вона продовжує літературні традиції класичної «Радуги», публікуючи твори сучасних письменників України. Крім літературної складової, «Електронна Радуга» висвітлює різні сфери медіакультури, охоплюючи музику, інтернет, комп'ютерні ігри, телебачення та політику. Випускається 2 рази на місяць.